# Kerdon
 Addru Kerdon (altgriechisch Κέρδων Kerdōn) oder Cerdo war ein antiker, aus der römischen Provinz Syria stammender Gnostiker, der etwa 135 n. Chr. nach Rom kam. Er hatte dort unter dem Episkopat des Hyginus größeren Einfluss. Möglicherweise führte er als Lehrer eine eigene Schule.

## Leben und Wirken
Über seine genaue Herkunft, seine Geburt und sein Wirken gibt es keine sicheren und belegbaren Quellen.
Überhaupt sind die meisten Daten über Kerdon aus zweiter Hand; so bei Irenäus von Lyon im Buch Adversus haereses (Buch 1, Kapitel XXVII und Buch III, Kapitel IV); bei Hippolytus von Rom dem vermutlichen Autor des Philosophumena (Buch VII, Kapitel 29 und 37); Theodoret von Cyrus in den Haereticarum fabularum compendium (Aἱρετικῆς κακομυθίας ἐπιτομὴ „hαiretikēs kakomythias epitomē“) (Buch I, Kapitel 24); Epiphanius von Zypern in der Abhandlung Πανάριον („Panárion“, „Hausapotheke“ gegen die Schlangenbisse der Häresie) und bei Tertullian im Adversus Marcionem.
Als eigenständige Quellen kommen etwa Irenäus von Lyon in Betracht, in seinem Adversus haereses  I, 27, 1; III, 4, 3, kam er doch zweimal auf Kerdon zu sprechen, sowie Hippolyt von Rom in seinem Refutatio omnium haeresium  VII, 10. 37; X, 19.
Ob Markion sein unmittelbarer Schüler war und ob beide sich persönlich kannten oder sich nur im gemeinsamen, intellektuellen Raum gegenseitig beeinflussten, ist ebenso offen.

## Theologische Vorstellungen
Über Jesus Christus selbst gab Kerdon eine dem Doketismus nahe stehende Auffassung kund, dass Christus nur als Trugbild (in phantasmate) in der Welt gewesen, nicht geboren sei und nur vermeintlich gelitten (quasi passum) habe. Er vertrat, so wie u. a. später ähnlich Markion, die Auffassung, dass der vom Gesetz (Halacha) und den Propheten verkündete Gott nicht der Vater Jesu Christi sei. Den einen Gott, so Irenäus, könne man erkennen, der andere sei dagegen unbekannt; der eine sei gerecht, der andere aber gut.

„(…)Der von Moses und den Propheten verkündete Gott ist nicht der Vater unseres Herrn Jesu Christi; jener ist erkennbar, dieser nicht; der eine ist bloß gerecht, der andere aber gut.“

Im Übrigen brachte Irenäus den Gnostiker Kerdon mit den Simonianern in Verbindung, einer christlichen Gruppe, die sich auf ihren Gründer Simon Magus berief. Auch eine Nähe zu den Ansichten um Herakleon wird in der wissenschaftlichen Diskussion angenommen.
Nach Pseudo-Tertullian hätte Kerdon gelehrt, das Jesus Christus nicht von einer Jungfrau geboren worden sei, ja überhaupt nicht geboren wurde. Er sei als Gottes Sohn nicht in substantia carnis erschienen. Er habe in phantasmate existiert, so dass er auch nicht habe leiden müssen. So in seinem Werk „Adversus omnes haereses“ (Haer 6,1) einem Anhang zum Werk „De praescriptione haereticorum“ von Tertullian.
Auch Epiphanios von Salamis bezeugt die dodektische Christologie des Kerdon in seinem „Πανάριον“ (oder „Panarion“) (Pan. XLI 1,7 f).
Kerdon habe zwischen einem deus malus und einem deus bonus unterschieden, welcher dem gnostischen Unterschied entsprach (Pseudo-Tertullian Haer 6,1; Epphanios Pan XLI 1,3).